# Capacho Viejo
Capacho o Capacho Viejo es una ciudad del estado Táchira, Venezuela, y es la capital del Municipio "Capacho Viejo"., capital Libertad.  Pueblo fundado por el capitán gobernador de Tunja Antonio Beltrán Guevara en 1602. La historia de Capacho está marcada por un fenómeno natural en el año de 1875, cuando se origina un terremoto que lo destruyó casi por completo, sin embargo, sus pobladores lograron superar la adversidad y se trasladaron a una Finca vecina llamada el Blanquizal, donde luego fundara el Pueblo de Capacho Nuevo, hoy capital del Municipio Independencia. Está situado en la sección centro-sur-occidental del Estado Táchira a unos 1337 m s. n. m. en promedio con una temperatura promedio anual mínima de 15 °C y una máxima de 24 °C. Contaba con 31.275 habitantes según proyección de la Instituto Nacional de Estadística en el año 2023.

## Historia
Descubierto en 1547 por el Cap. Alonso Pérez de Tolosa, las tierras de los indios Capachos presenciaron la visita del capitán Antonio Beltrán de Guevara quien, el 27 de julio de 1602, firmó el Auto de Fundación de Capacho, hoy conocido como Capacho Viejo, Municipio Capacho Viejo (Táchira). En los años 1610, 1644 y el 18 de mayo de 1875 sufrió sendos terremotos el pueblo capachense, el último mencionado acabó con todo el poblado que fue reconstruido por algunos pobladores que se negaron a irse. Ante la solicitud de quienes vivían en el pueblo reconstruido, el entonces Gobernador del Estado Táchira, José de Jesús, el 10 de agosto de 1880 Capacho Viejo estuvo adscrito al Distrito Junín, estando así hasta el 17 de junio de 1901 en que se crea – con la unión de Libertad e Independencia – el Distrito Castro, que funcionó con tal nombre hasta 1909 en que pasa a llamarse Distrito Capacho. El 2 de octubre de 1987 se promulga la Ley de División Político-Territorial del Estado que da la Autonomía a Libertad, la que se hace efectiva el 3 de enero de 1990 con la toma de posesión del primer Alcalde y Primera Cámara Municipal propia. A partir del 30 de diciembre de 2013 según gaceta se cambia los nombres de los Municipios Libertad e Independencia por: Municipio Capacho Viejo Capital Libertad y Municipio Capacho Nuevo Capital Independencia.

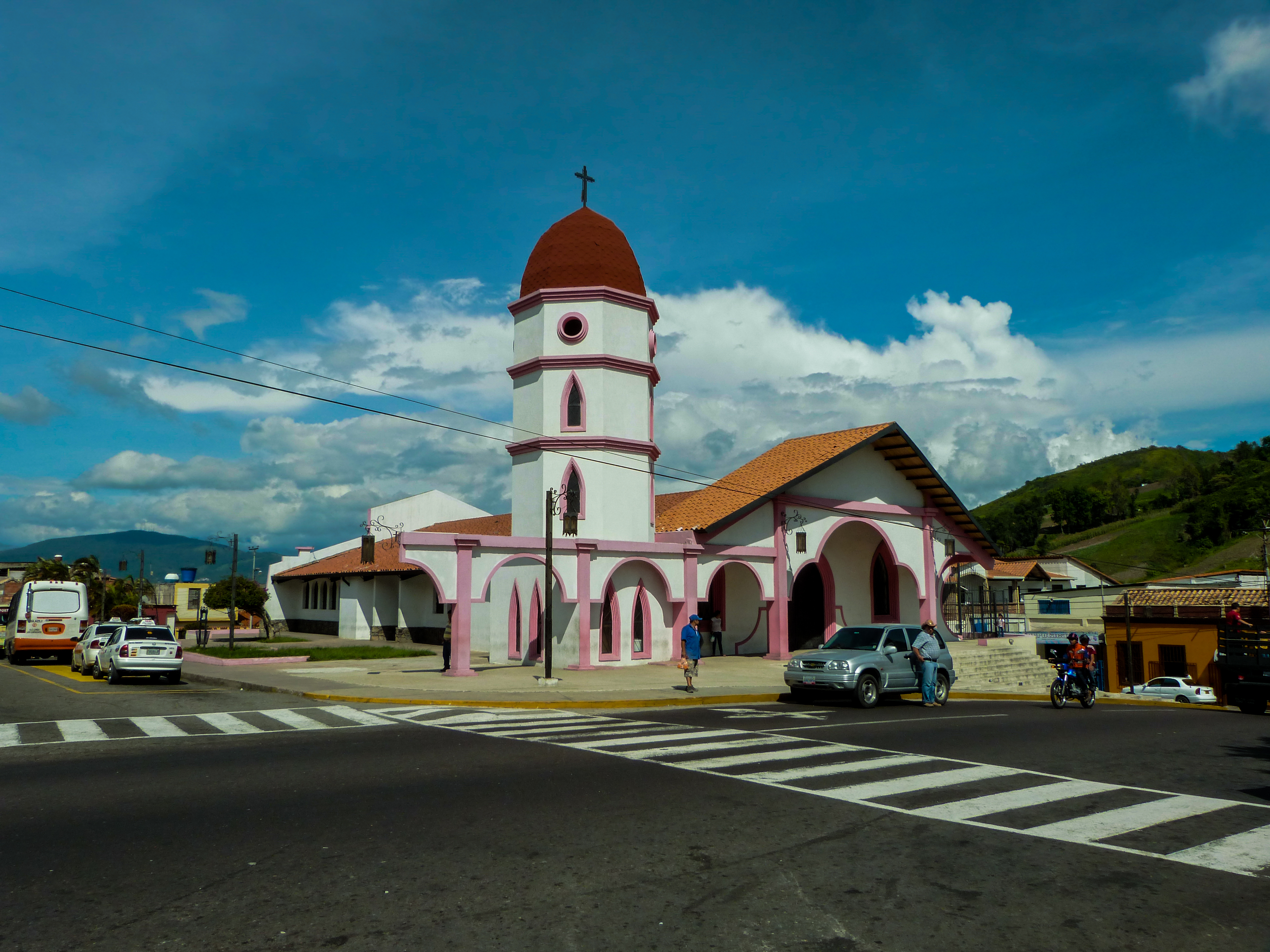
Iglesia de Capacho Viejo

Libertad, la capital del Municipio, está situada en la sección centro-sur-occidental del Estado Táchira, con una elevación promedio de 1400 m.s.n.m., un clima promedio anual de 20.4 °C y una pluviosidad (lluvia) media de 890 mm. La superficie del municipio es de 166 km², contando con una red de quebradas que prácticamente, riegan toda la superficie del territorio municipal. Políticamente el Municipio se divide en dos Parroquias y doce aldeas, siendo las Parroquias: Cipriano Castro, capital Hato de la Virgen y Manuel Felipe Rugeles, capital El Pueblito. Las aldeas son: Arismendi, Bermúdez, Bolívar, Cedeño, 5 de julio, Mariño, Miranda, Monagas, Páez, Piar, Ricaute y Sucre.
Cuenta con veintinueve centros de enseñanza de Educación Básica, incluidos el Colegio Santa Mariana de Jesús, el Taller Escuela, el Liceo Antonio José de Sucre de El Pueblito, Liceo Revolución Liberal Restauradora que funciona en un hacinamiento total y el Liceo Nacional María Antonia y Palacios en el Hato de la Virgen que cuentan con Diversificada. Así mismo, cuenta con nueve Centros de Salud Ambulatorios, diseminados en los distintos caseríos de la jurisdicción.
Entre los personajes históricos del Municipio tenemos a los generales Cipriano Castro , Jorge Antonio Bello y Sacramento Velasco; el primero, Jefe de la Revolución Liberal Restauradora, iniciada el 23 de mayo de 1899 y Presidente de la República desde el 23 de octubre de 1899 hasta el 6 de diciembre de 1908, y Sacramento Velasco, defensor de los indígenas y sus tierras, y quien impidió que la Guerra Federal entrase al Táchira con su secuela de muerte y destrucción.
El municipio Capacho Viejo, ha tenido entre sus hijos, destacados poetas, pintores, músicos, compositores, actores y autores teatrales, atletas en todas las disciplinas, educadores, profesionales en diversas áreas del quehacer humano y, por sobre todo, hombres y mujeres con una gran dosis de amabilidad, simpatía, sinceridad, solidaridad, amistad y entrega. De esta manera, el Municipio proyecta a todos los rincones su estandarte de generosidad, de contar con innumerables potencialidades en lo turístico, cultural, educativo y, en general, en todos los ámbitos de la cotidianidad.
En la actualidad es un municipio pujante, manteniendo sus tradiciones y trasmitiendo la de generación en generación, como sucede en la población de Lomas Bajas, lugar por excelencia donde la gente con sus propias manos moldean el barro y lo convierten en hermosas piezas artesanales, tales como jarrones, fachadas, mollas y briseras entre otros.
Además de la producción piñicola en el Hato de La Virgen, donde se encuentran las piñas más dulces del país. "Libertad e Independencia" son poblaciones vecinas, capitales de los municipios Capacho Viejo y Capacho Nuevo respectivamente; pero unidas por gente emprendedora, forjadoras de la historia del país de principio de siglo. Unidas también por las tradiciones y costumbres. Estas poblaciones fueron centro de operación del General Cipriano Castro. Desde allí el 23 de mayo de 1899 se dio inicio a la Revolución Liberal Restauradora. El municipio se encuentra ubicado en la Ruta de la Frontera y Aguas Termales y Ruta de la Artesanía y la Piña.
Su sitio turístico por excelencia es el Monumento Cristo Rey, estructura edificada en el Cerro El Cristo donde se refleja a un Cristo extendiendo sus brazos y protegiendo a las poblaciones de Capacho Viejo y Capacho Nuevo. Este sitio también es lugar de llegada de una de las carreras ciclísticas más Importante de Venezuela la Vuelta al Táchira.
- Lugares Turísticos: El cerro del Cristo, Lomas Bajas, Alto Viento, Cedralito, Llano Grande y el hato de la Virgen.
- Comidas Típicas: Pizca andina, arepas andinas, pasteles, chicha, masato.
- Tradiciones: Paradura del Niño Jesús, 23 de mayo Salida de Castro de Alto Viento, Semana Santa en Vivo (más de cuarenta años ininterrumpidos con esta tradición, convirtiéndose en únicos en Venezuela ya que se hace por capítulos comenzando el Lunes Santo frente a la Iglesia de San Emigdio y terminando el Viernes Santo con la Crucifixión en el Cerro de Cristo Rey), Festival de la agricultura, misas de aguinaldo.

## Vegetación
Predomina bosque seco premontano y húmedo

## Fauna
Las principales especies del municipio están asociadas a la vegetación existente. No existe inventario pues no existe quién lleve dicho control.

## Recursos naturales
- Zona Protectora del Sistema Metropolitano de San Cristóbal
- Preservación Hidráulica las Juárez y Cedralito al igual que Santa Rita de Miraflores y Santa Anita en la Parroquia Manuel Felipe Rugeles, así como la Estación de Bombeo de Puente Unión.

## Suelos
De texturas medias a finas, medianamente profundos, con pH ácido. De acuerdo a
su capacidad de uso están conformados por suelos V y Vi.

## Hidrografía
Entre los principales causes se tienen: subcuencas del Río Táchira con las
quebradas La Capacha, Agua Sucia, El Hato y la Juárez; la subcuenca del Río
Quinimarí con la quebrada Cania Grande.